# Ratari, Obrenovac
Ratari (izvirno srbsko Ратари) je naselje v Srbiji, ki upravno spada pod Občino Obrenovac; slednja pa je del Mesta Beograd.

## Demografija
V naselju živi 479 polnoletnih prebivalcev, pri čemer je njihova povprečna starost 41,5 let (38,9 pri moških in 44,2 pri ženskah). Naselje ima 174 gospodinjstev, pri čemer je povprečno število članov na gospodinjstvo 3,47.
To naselje je, glede na rezultate popisa iz leta 2002, večinoma srbsko.
|  |

| Demografija | Demografija     | Demografija     |
| Leto        | Št. prebivalcev | Št. prebivalcev |
| ----------- | --------------- | --------------- |
|             |                 |                 |
|             |                 |                 |
|             |                 |                 |
|             |                 |                 |
| 1948        | 589             |                 |
| 1953        | 562             |                 |
| 1961        | 523             |                 |
| 1971        | 456             |                 |
| 1981        | 526             |                 |
| 1991        | 466             | 466             |
| 2002        | 605             | 603             |
|             |                 |                 |

| Etnična sestava po popisu iz leta 2002 | Etnična sestava po popisu iz leta 2002 | Etnična sestava po popisu iz leta 2002 | Etnična sestava po popisu iz leta 2002 | Etnična sestava po popisu iz leta 2002 |
| -------------------------------------- | -------------------------------------- | -------------------------------------- | -------------------------------------- | -------------------------------------- |
| Srbi                                   | Srbi                                   |                                        | 594                                    | 98,50%                                 |
| Makedonci                              | Makedonci                              |                                        | 2                                      | 0,33%                                  |
| Črnogorci                              | Črnogorci                              |                                        | 1                                      | 0,16%                                  |
| Rusi                                   | Rusi                                   |                                        | 1                                      | 0,16%                                  |
| Muslimani                              | Muslimani                              |                                        | 1                                      | 0,16%                                  |
| Jugoslovani                            | Jugoslovani                            |                                        | 1                                      | 0,16%                                  |
| Neznano                                | Neznano                                |                                        | 3                                      | 0,49%                                  |